# Hollywood Extra Girl
Hollywood Extra Girl è un cortometraggio del 1935 diretto da Herbert Moulton. 

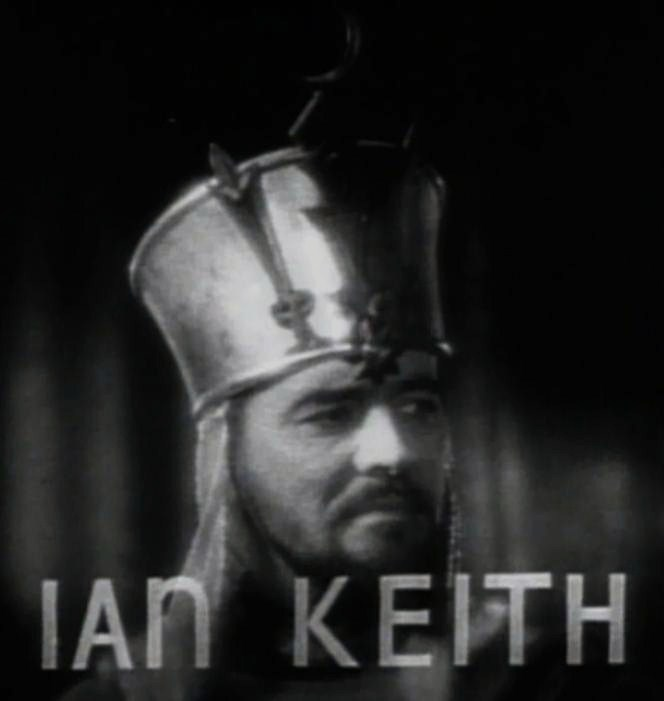
Ian Keith nel trailer de I crociati

## Produzione
Il film fu prodotto dalla Paramount Pictures.

## Distribuzione
Distribuito dalla Paramount Pictures, il film - presentato da Adolph Zukor - uscì nelle sale cinematografiche USA il 23 agosto 1935.